# Canton Bolivar (kanton i Ecuador)
Canton Bolivar är en kanton i Ecuador.   Den ligger i provinsen Carchi, i den norra delen av landet, 110 km nordost om huvudstaden Quito.